# Нашествие

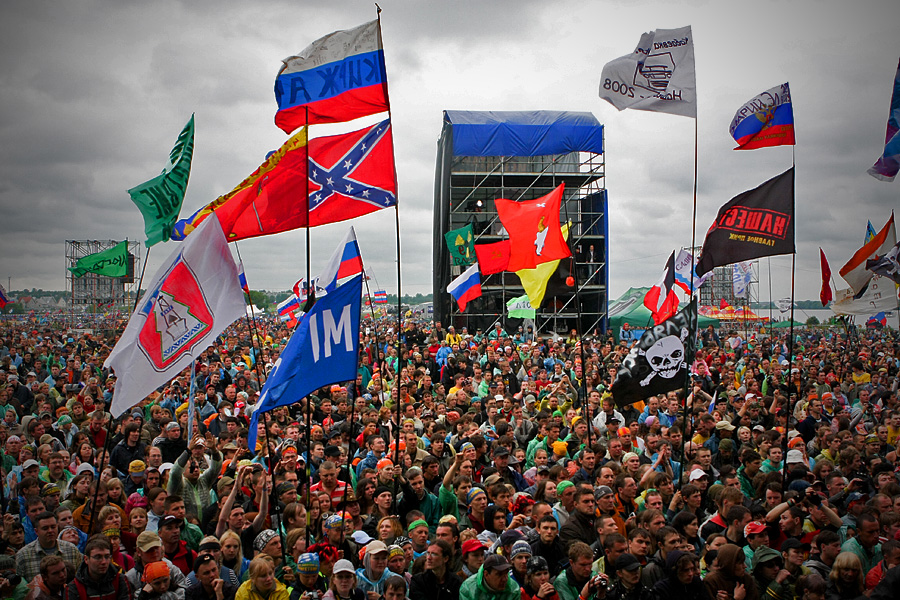
100 тысяч посетителей «Нашествия-2008»

«Наше́ствие» — крупнейший в России фестиваль русского рока (а впоследствии и другой музыки) под открытым небом. Основан радиостанцией «Наше радио». Проводился с 1999 по 2019 годы. Фестиваль ежегодно собирал 100-200 тысяч посетителей, в нём регулярно участвовали популярнейшие рок-группы России и ближнего зарубежья.
Впервые проведен 10-11 декабря 1999 года в ДК им. Горбунова по случаю первой годовщины открытия «Нашего радио», с 2004 года — в Тверской области. С 2020 года фестиваль ежегодно отменяется по решению властей, несмотря на все попытки организаторов возродить его.

## История фестивалей

### Нашествие 1999
- Время проведения: 10—11 декабря 1999 года.
- Место проведения: Москва, ДК Горбунова.
- Количество зрителей: около 4 тысяч человек.

Участники
10 декабря: Океан Эльзы, Би-2, Zdob si Zdub, Иван Купала, Линда.
11 декабря: Михей и Джуманджи, Смысловые галлюцинации, S.P.O.R.T., Pep-See, Дельфин, Zемфира.

### Нашествие 2000
- Время проведения: 19—20 августа 2000 года.
- Место проведения: Московская область, ипподром в Раменском.
- Количество зрителей: 62 тысячи человек.

Участники:
19 августа: Михей и Джуманджи, Сансара, Зёрна, Кирпичи, Воплі Відоплясова, Пилот, Наив, Король и Шут, Ляпис Трубецкой, Сахара, Чистосердечное признание, S.P.O.R.T., Иван Купала, Tequilajazzz, IFK, Агата Кристи, Чиж & Co, Чайф,Чичерина, Ленинград, Дельфин.
20 августа: Леприконсы, Томас, Парабеллум, Тараканы!, Найк Борзов, Краденое солнце,Револьвер, Океан Эльзы, Green Grey, Tanki, Иван Кайф, Zdob si Zdub, Танцы минус, Мультфильмы, Смысловые галлюцинации, Би-2, Гарик Сукачёв, Zемфира.

### Нашествие 2001
- Время проведения: 4—5 августа 2001 года.
- Место проведения: Московская область, ипподром в Раменском.
- Количество зрителей: свыше 100 тысяч человек.

Участники:
4 августа: Конец Фильма, Мультfильмы, Приключения Электроников, Найк Борзов, Ногу Свело!, Армада, Магнитная Аномалия, S.P.O.R.T., Доктор Александров, Ленинград, Сплин, Би-2, Мёртвые Дельфины, Неприкасаемые, Парабеллум, Чичерина, Танцы Минус, Чайф, Ария.
5 августа: Ночные Снайперы, Башаков, Total, Торба-на-Круче, Восьмая Марта, Сансара, СП Бабай, Джан ку, Небо здесь, Кукрыниксы, Бригадный подряд, Пилот, Король и Шут, Смысловые галлюцинации, Лосьон, Slippers, 7Б, Butch, Protozoa, Tequilajazzz, Наив, ДДТ.

### Нашествие 2002
- Время проведения: 10—11 августа 2002 года.
- Место проведения: Московская область, ипподром в Раменском.
- Количество зрителей: более 180 тысяч человек.[3]

Участники:
10 августа: Мумий Тролль, Торба-на-Круче, Ундервуд, Total, Точка росы, Сегодня ночью, Би-2, Кукрыниксы, Мультfильмы, Чичерина, Green Grey, Дельфин, FAQ, Кирпичи, Сансара, Найк Борзов, Томас, Дzен, Нова, Пилот, Дети Picasso, Я и Друг Мой Грузовик, СЕtИ, Сплин, Zемфира.
11 августа: Иван Купала, Агата Кристи, Tequilajazzz, Юта, Звери, По глазам, Смысловые галлюцинации, Ногу Свело!, 7Б, СерьГа, Ночные Снайперы, Пикник, Ария, Butch, Захар Май и группа Шива, Ленинград, Аквариум, Тараканы!, Элизиум, Cabernet Deneuve, Distemper, Наив, Король и Шут.

### Нашествие 2003 (виртуальное)
- Время проведения: 2—3 августа 2003 года.
- Место проведения: студия радиостанции «Наше Радио». Из-за теракта на фестивале «Крылья» и несогласования вопросов безопасности с властями Московской области фестиваль был проведён «виртуально» — все группы исполняли свои сеты непосредственно в студии «Нашего радио», и музыка транслировалась в прямом эфире.
- Количество зрителей: аудитория «Нашего Радио».

Участники:
2 августа: Танцы Минус, Конец Фильма, СЕtИ, Кукрыниксы, Пикник, Наив, Мара, Сплин, Павел Кашин, Сурганова и оркестр, Агата Кристи, Ольга Арефьева, Кипелов, Машина Времени, Чичерина, Звери, Butch, Lumen, Магнитная Аномалия, Мультfильмы, Сахара, Вячеслав Бутусов и Ю-Питер.
3 августа: Ногу Свело!, Неонавт, Куплю Волосы, Мёртвые Дельфины, АукцЫон, Чайф, 7Б, Юта, Ария, Ленинград, Zемфира, Би-2, Billy's Band, Тараканы!, Маниакальная Депрессия, Animal ДжаZ, Пилот.

### Нашествие 2004
- Время проведения: 7—8 августа 2004 года.
- Место проведения: Тверская область, посёлок Эммаус.
- Количество зрителей: 50 тысяч человек.

Участники:
7 августа: Би-2, Brainstorm, Ольга Арефьева и группа Ковчег, 7Б, Гоnja, Cabernet Deneuve, Gыndul Мыцеi, Мара, Кукрыниксы, Танцы Минус, Мёртвые Дельфины, Сансара, Lumen, Л.О.М.О., Эпидемия, Сплин, Наив, Небо Здесь, Звери, Гарик Сукачёв и Неприкасаемые, Кипелов, Чайф, Ленинград.
8 августа: Линда, Торба-на-Круче, Чебоза, Ногу Свело!, Паха-пау, Мумий Тролль, Уматурман, Billy's Band, Сурганова и оркестр, Пилот, Animal ДжаZ, Тараканы!, Кирпичи, Ария, Смысловые Галлюцинации, Ночные Снайперы, Браво, Океан Ельзи, Владимир Кузьмин и группа Динамик, Ю-Питер, Наутилус Помпилиус.

### Нашествие 2005
- Время проведения: 5—7 августа 2005 года.
- Место проведения: Тверская область, посёлок Эммаус.
- Количество зрителей: 53 тысячи человек.

Впервые на фестивале были использованы три сцены: одна главная и две малых.
Участники главной сцены:
5 августа: Агата Кристи, Пилигрим.
6 августа: Линда, Animal ДжаZ, Gыndul Мыцеi, Кирпичи, Полковник, Наив, Братья Карамазовы, Чайф, Декабрь, Кипелов, Кукрыниксы, FAQ, Ва-БанкЪ, Король и Шут, ДДТ.
7 августа: Л.О.М.О., Маша и Медведи, 7Б, Небо Здесь, Lumen, Джанго, Танцы Минус, Ария, Ногу Свело!, Ляпис Трубецкой, Уматурман, Нечётный воин, Мара, Неприкасаемые, Ленинград, Алиса.
Состав участников малых сцен:
Барракуда, Паха-Пау, Сезон Охоты, Северо-Восток, Пелагея, Мельница, Начало Века, СуперАлиса, Дети Picasso, Two Siberians, Salvador, Трепанга, Billy's Band, Hostile breed, Spatorna, Tracktor Bowling, 7000$, Ананас, Бобры, Естественный Zагар, Тайм-Аут, Ундервуд, Воланд, Катран, Психея, Сонце-Хмари, СП Бабай, Amatory, AveNue, Jane Air, Protozoa, Skunk, Архип и его Алиса, Выход, Горнъ, Дрынк, Карл Хламкин, Ольга Арефьева и Ковчег, Паперный ТАМ, Снегопады, Сурганова и оркестр, Хоронько Оркестр, Чернусь, Босх С Тобой, Морэ и Рэльсы, САХР, Я Слева Сверху, Klever, Won James Won, Александр Ляпин, Иван Царевич, Мастер, Сергей Маврин, Чёрный кофе, Чёрный Обелиск, Moray Eel, Dёргать!, Лампасы, Праздник, Элизиум, Cabernet Deneuve, Амели, Блондинка Ксю, Коллекция дней, Приключения Электроников, Смех, Тени Свободы, Ульи, Фантастика, Фиги, F.P.G., Zuname, Дабац, Ёлка, Конец Фильма, Найк Борзов, Сансара, Юта, Bulldozer, Butch, КДД.

### Нашествие-130 в Казахстане
- Время проведения: 9—10 июля 2005 года.
- Место проведения: Казахстан, окрестности Алма-Аты, аэродром Байсерке [4].

Участники:
9 июля: Ария, Блюз Мотель, Крематорий, FAQ, Маша и Медведи, Максим Сергеевич, Lumen, Ва-Банкъ, Мара, Пилот, Л.О.М.О., Үркер, И друг мой грузовик, Агата Кристи, Неприкасаемые.
10 июля: Ляпис Трубецкой, Улытау, Линда, Animal ДжаZ, Юта, Motor-Roller, Наив, Аномалия, Кирпичи, Гагарин, 7Б, Танцы минус, Корней, Король и Шут, Ногу свело!, Земфира.

### Нашествие 2006

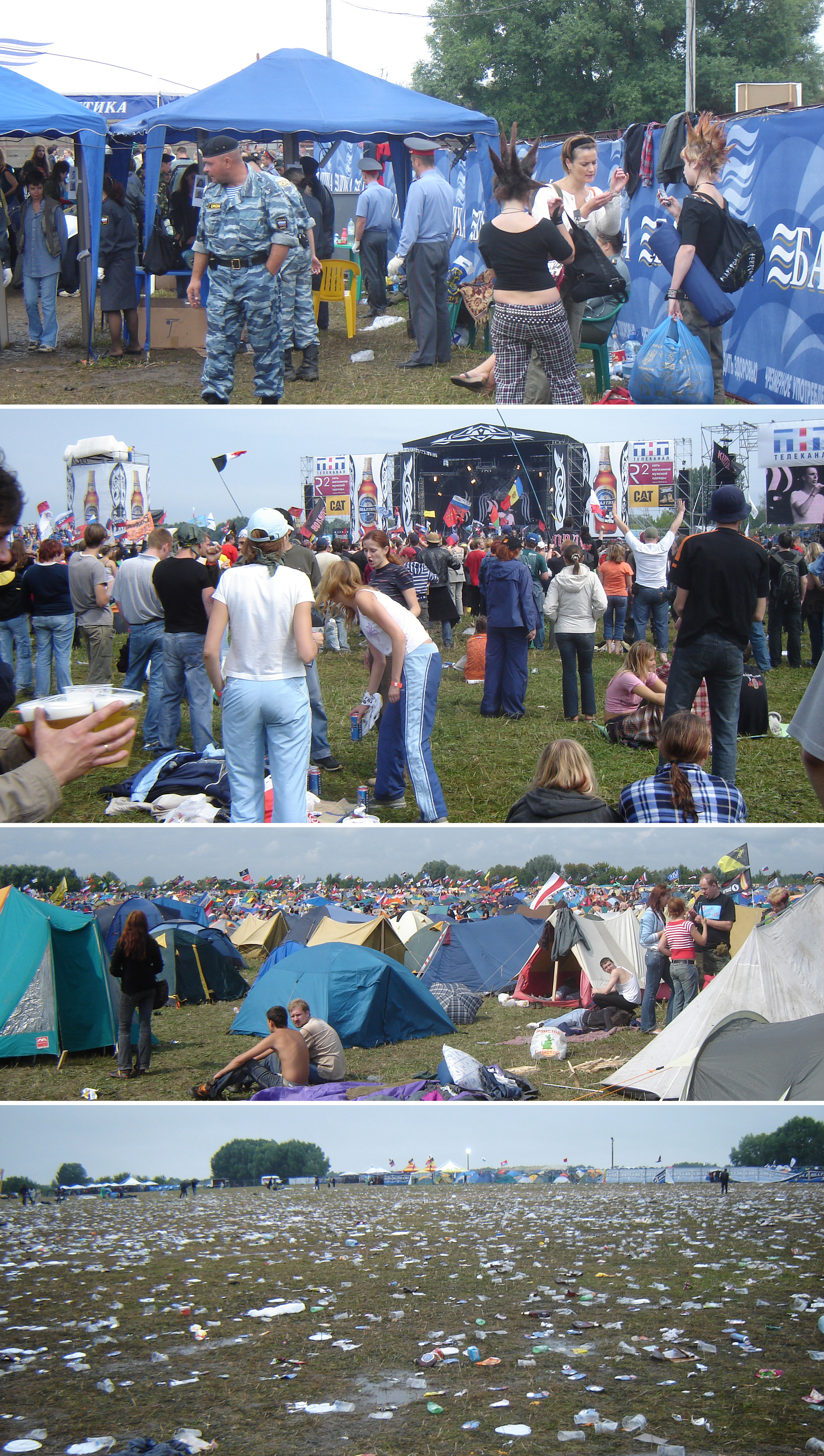
Нашествие 2006 г. Рязань

- Время проведения: 4—6 августа 2006 года.
- Место проведения: Рязанская область, мыс Средиземный на Оке.
- Количество зрителей: 80 тысяч человек.

Участники главной сцены

4 августа: Король и Шут, Пилот.
5 августа: Декабрь, Ольга Арефьева и Ковчег, Znaki, Ляпис Трубецкой, Кирпичи, Мельница, Наив, Ногу Свело!, Би-2, 3-й Ангел, Сурганова и оркестр, Танцы Минус, Brainstorm, Мара, Алиса, Океан Эльзы, Кипелов.
6 августа: Тараканы!, Провода, Конец Фильма, Lumen, Nikel, Кукрыниксы, Джанго, Калинов Мост, 7Б, Пикник, СерьГа, Ночные Снайперы, Сплин, Браво, Ария, Агата Кристи, Чайф.
Состав участников малых сцен
Полынья, Начало Века, Северо-Восток, Белый Острог, Тролль Гнёт Ель, Кукуруза, Ва-Банкъ, Гоша Куценко & Anatomy of Soul, Нервы, Дом Художника, ОГП, Группа, Medicin, Miusha, Л.О.М.О., Бобры, Рома ВПР, Лампасы, Гоnja, Полюса, Неонавт, Пелагея, NetSlov, Олег Чубыкин, Квартал, Инна Желанная, Крематорий, Смысловые Галлюцинации, Billy's Band, Трепанга, Цветаева, ДЖАКОР, Аномалия, Scotch, Nova, FPS, Total, ГДР, Блондинка Ксю, Spatorna, БеZумные Усилия, 5diez, Amatory, Jane Air, Salvador, FAQ, 7000$, Animal ДжаZ, …и друг мой грузовик, Доноры мозга, Пончо Панамас, Фруктовый Кефир, «Che Francisco», Каберне Денёв, Небесная канцелярия, Павел Кашин, Чернусь, Хоронько Оркестр, Юта, Михална, Конец Фильма, Мегаполис, AmneZia, Алешин, Иван Царевич, Deform, Тяжёлый день, Эпидемия, Чёрный Обелиск, Butch, The Типы, ЭF5, Бригадный подряд, F.P.G., Distemper, Приключения Электроников, Небо Здесь, Элизиум.

### Нашествие 2007 (не проводился) и «Эммаус»

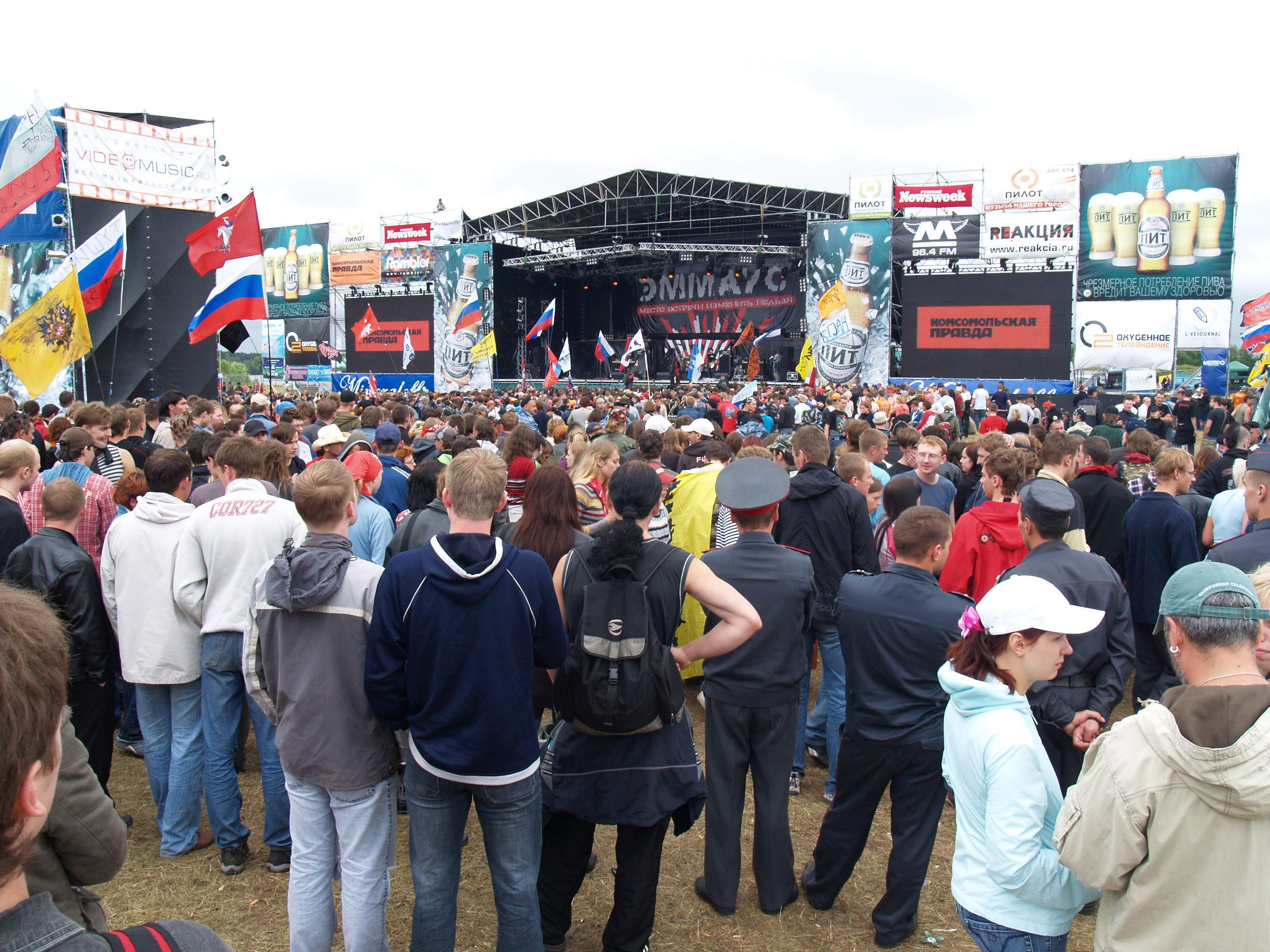
Фестиваль «Эммаус», заменивший «Нашествие-2007»

Начавшаяся подготовка к фестивалю была свёрнута, организаторы объявили об отмене «Нашествия 2007» из-за организационных проблем. Первоначально фестиваль планировалось провести в Рыбновском районе Рязанской области, но районное отделение партии «Единая Россия» собрало подписи против этого, и губернатор Геннадий Шпак запретил проведение фестиваля. Как альтернатива рассматривалась площадка во Владимирской области под городом Киржач, но ни организаторы, ни местные власти не успевали за оставшееся время подготовить фестиваль на новой площадке, и в итоге местные власти тоже ответили отказом.
- Планировавшееся время проведения: 3-5 августа 2007 года.
- Планировавшееся место проведения: Рыбновский район, Рязанская область или Владимирская область, город Киржач.

На прежней площадке «Нашествия» в Эммаусе прошёл рок-фестиваль «Эммаус», который называли фактической заменой «Нашествию-2007». Фестиваль собрал более 40 тысяч человек, несмотря на отказ «Нашего Радио» от сотрудничества с его организаторами. В нём участвовали, помимо прочего, «Алиса», «Ария», «Ю-Питер», «Агата Кристи», «Чайф» и «Пилот». По словам продюсера фестиваля Дмитрия Гройсмана, организаторы «Нашествия» были очень недовольны и якобы даже угрожали не взять на «Нашествие» те группы, которые выступят на «Эммаусе», однако фактически этого не произошло. Со следующего года фестивали снова объединились в один.

### Нашествие 2008
- Время проведения: 4—6 июля 2008 года.
- Место проведения: Тверская область, посёлок Эммаус.
- Количество зрителей: свыше 100 тысяч человек.

Состав участников главной сцены
4 июля: Агата Кристи, Алиса.
5 июля: Сурганова и оркестр, Старый приятель, Znaki, Декабрь, Юта, Кукрыниксы, Джанго, Ундервуд, Ночные Снайперы, Моральный кодекс, Воплі Відоплясова, Би-2, Тараканы!, Сплин, Amatory, Браво, Пикник, Король и Шут.
6 июля: Смысловые Галлюцинации, Бригадный подряд, Чиж & Co, Олег Горшков, Приключения Электроников, Тайм-Аут, Ленинград, Пилот, Пелагея, Наив, СерьГа, Эпидемия, Ляпис Трубецкой, Ю-Питер, Крематорий, Ария, ДДТ.
Участники альтернативной сцены
4 июля: Паха-пау, Шуньята, МОТОРы, XO’Key, Рыба-луна, КедрыВыдры, Михална, Laundry, Матэ, Libido, Чебоза, Война Поэтов, Нулевой меридиан, Огнелёт, Стволы, Цветаева, Муха, ГДР, Провода, 7Б, Мир Огня, Silicon, Гоша Куценко, Тантра, МаргиналШоу, Инфекция, B.u.n.n.y., Tequilajazzz.
5 июля: Рыбий жыр, Фактор Страха, Скрэтч, Амели, Totem, Смех, Коrsика, Театр Теней, Гнилая Хирургия во главе Дмитрия-СГ Синицына,Neversmile, Порт 812, Чёрный кофе, Александр Ф. Скляр, Арда, Ото-Мото, Беzумные Усилия, Purgen, Deform, #####, FAQ, Animal ДжаZ.
6 июля: Inside You, F.P.G., Arida Vortex, Mamay, 7000$, Бенzин, Ольви, Блондинка Ксю, Фантастика, Butterfly Temple, Тролль Гнёт Ель, Salvador, Ышо? Ышо!, Слот, Небо Здесь, Catharsis, Stigmata.
Участники позитивной сцены
5 июля: Navigators, Romaan, Peca, Dub TV, МируМир, Северо-Восток, Yoki, После 11, Фруктовый кефир, Бобры, ЯйцЫ Фаберже, Lady N, Staisha, Джаган, Залив Кита, Доноры мозга, Начало Века, Рада и Терновник, Дабац, DubSka, Джа Дивижн.
6 июля: Hemp Dpt., B.El Sol, Все стволы, Пляж, Лампасы, Абвиотура, Минус Трели, Звонок, Джин-Тоник, Gideon Youth, Dada dub, Полынья, Zventa Sventana, ДХ, Волга, Алевтина, Distemper, Subway сейшн, P.P.Ska, Noize MC.
В плане музыкального содержания фестиваль выдался весьма удачным, однако дождь и постоянно ездящие через земляное поле Уралы организаторов превратили поле в Эммаусе в грязное месиво, что, впрочем, не помешало посетителям наслаждаться музыкой (хотя из-за дождя на второй день фестиваля случились проблемы с аппаратурой, и организаторам пришлось на ходу перекраивать расписание). Проблема с туалетами была практически решена, в них было довольно чисто и они регулярно убирались, особенно в VIP зоне. Сотрудники МВД, охранявшие фестиваль, были весьма доброжелательны, и особых инцидентов обнаружено не было.

### Нашествие 2009
- Время проведения: 10—12 июля 2009 года.
- Место проведения: Тверская область, Конаковский район, Большое Завидово.[13]
- Количество зрителей: 98 тысяч.
- Состав участников главной сцены:

10 июля: Мумий Тролль, Браво.
11 июля: Пелагея, Старый приятель, Flëur, Бригадный подряд, Сурганова и оркестр, Смысловые галлюцинации, СерьГа, Крематорий, Пикник, Пилот, Ночные снайперы, Кипелов.
12 июля: Алиса, Мельница, Знаки, После 11, Олег Горшков, Король и Шут, Ляпис Трубецкой, Юта, Ундервуд, Ю-Питер, Калинов мост, Сплин, Чайф.
Участники малой сцены
10 июля: Сны, Сердце, TeenTown, Marella, Рыба-Луна, Арк, Updiverss, Zverобой, The Stokes, ЧП, Дайте Два, Zемля Королевы Мод, Слайд, Мир Огня, Касабланка, Ангел НеБес, Нулевой Меридиан, Моды, Чебоза, Паха-Пау, Муха, Pro100Maria, Край, Нацпроект, Гоша Куценко, Мегаполис.
11 июля: Теория, Medusa'Scream, Валькирия, Nova Art, Театр Теней, Блондинка Ксю, Фантастика, F.P.G., FAQ, Слот, Tracktor Bowling, Дайте2, IFK, 7000$, Беzумные Усилия, Stigmata, Маврин, Deform, Mordor, Эпидемия, Александр Ф. Скляр и Чача.

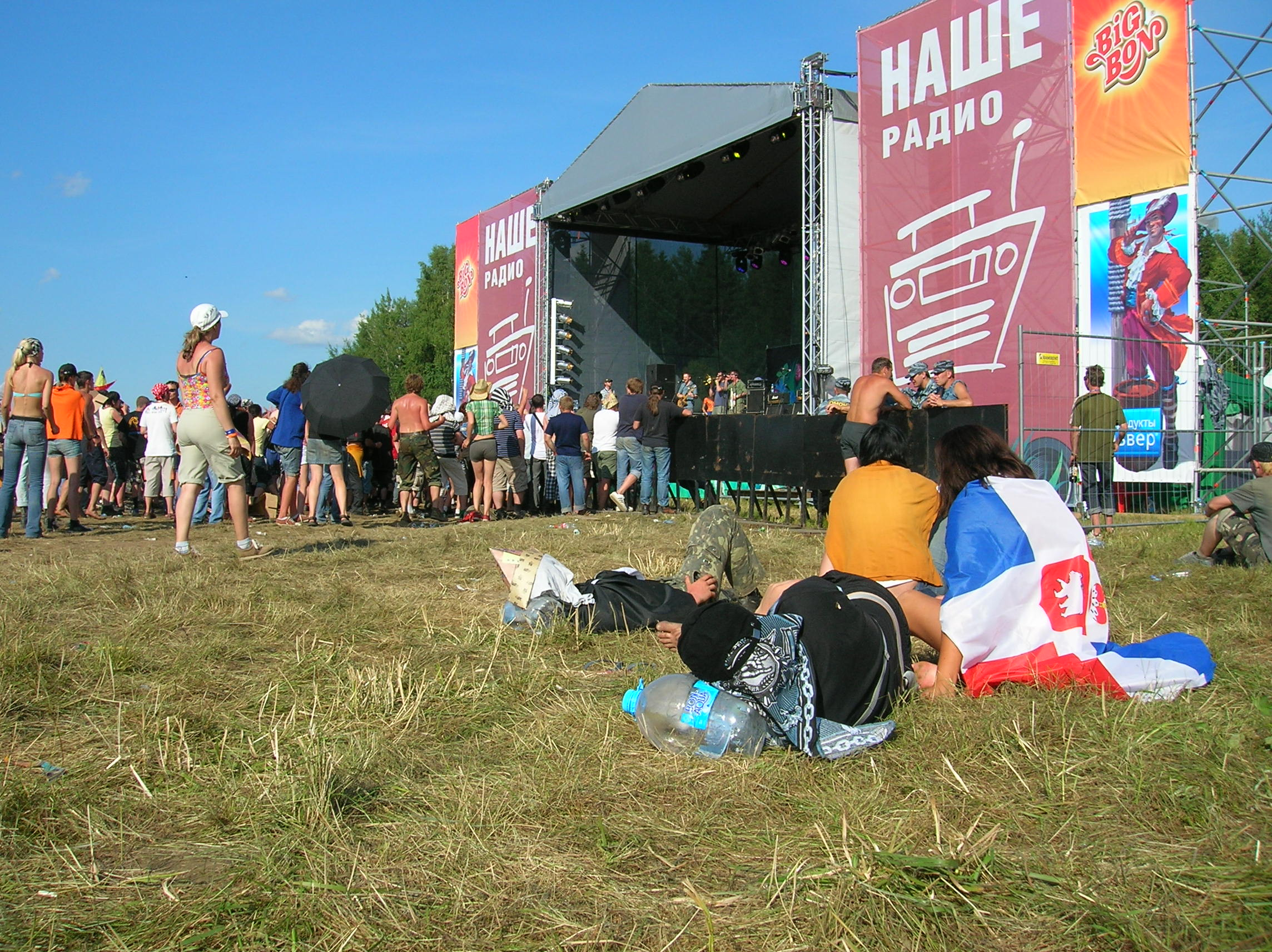
Малая сцена Нашествия-2009

12 июля: Естественный загар, Мамульки Бэнд, Монарх, Фокус, ЯйцЫ Фаберже, B.u.n.n.y., Медвежий угол, Тома Амот, Абвиотура, Северо-Восток, Начало Века, Алевтина, Тролль Гнёт Ель, Бобры, Spitfire, Male Factors, ДаБац, Subway Сейшн, Все стволы, Пляж, Distemper.
Начиная с 2009 года «Нашествие» получило новую постоянную площадку в Тверской области, на которой в дальнейшем проводилось более десяти лет подряд.
Нашествие 2009 получилось неоднозначным: с одной стороны заметно возросшая, по сравнению с предыдущими фестивалями, организационная часть, с другой, множество проблем. Зрители отметили некорректную работу правоохранительных органов на входе на фестиваль, существенно искусственно завышенные организаторами цены на продукты питания и воду; отсутствие душа в VIP-зоне и воды в умывальниках в общей.

### Нашествие 2010
- Время проведения: 9—11 июля 2010 года.
- Место проведения: Тверская область, Конаковский район, Большое Завидово[14]
- Количество зрителей: 150 000[15][16]

Самое жаркое Нашествие за всю историю фестиваля. Почти всё лето температура на территории средней полосы России держалась выше отметки в 30 градусов Цельсия. Напрочь лишённое тени поле, невероятная духота и палящее солнце — причина многочисленных солнечных ударов и ожогов, а также нескольких смертельных случаев.
Состав участников главной сцены
9 июля: Король и Шут, Океан Ельзи, ЧайФ, Симфонический оркестр «Глобалис».
10 июля: Алиса, Приключения Электроников, Смысловые Галлюцинации, Ария, Крематорий, Танцы Минус, Radio ЧаЧа, Zdob si Zdub, Чиж и Ко, Кипелов, Пикник, Пилот, Ночные снайперы, Мумий Тролль, Агата Кристи.
11 июля: Мельница, Тараканы!, Кирпичи, Ляпис Трубецкой, Ундервуд, Ногу Свело!, Воплі Відоплясова, Ю-Питер, Пелагея, Серьга, Сплин, Машина Времени, ДДТ.
Участники альтернативной сцены
Animal Jazz, Эпидемия, Река, А. Ф. Скляр Декабрь, Mordor, Слот, Мастер, Дети Лабиринта, Гран-КуражЪ, Deform, Catharsis, Stigmata, F.P.G., 7000$, Sakura, Jane Air, Удалённые файлы, Бригадный подряд, Муха, 7Б, Маврин, Колизей, Крылья, Арда, Коrsика, Валькирия, Концы, Пляж, Фантастика, Блондинка КсЮ, P.P.Ska, Фиги, Дайте2, Lori!Lori!, Medusa’scream, Слёзы, Mezzamo, Sfumato, Zveroбой, Станционный Смотритель, Фея Драже, Паха-Пау, Мир Огня, Тантра, Morella, Воздушный патруль, Dosvidaniя, B.B.Queen, БеZ Троганoff, Край, Мерседес Дэнс, Duende, Z.I.M.A., D. Silence, The Touch (ПрикосновениЕ).
Участники позитивной сцены
Несчастный случай, Фёдор Чистяков, Тайм-Аут, Мегаполис, Калинов мост, После 11, Старый приятель, Бобры, Znaki, Корней, Лампасы, Точка Росы, Алевтина, Анна Пингина, Полынья, Тинтал, Male Factors, Начало Века, Мамульки бэнд, Естественный загар, Карл Хламкин и «ОгнеОпаснОркестр», Яйцы Фаберже, Alai Oli, Дабац, Ангел Небес, Subway сейшн, МПТРИ, Rotoff, Банк-А, Дягель & Монголы, Женя Максимова, Blondrock, Treya, Plastиka, Северо-Восток.

### Нашествие 2011

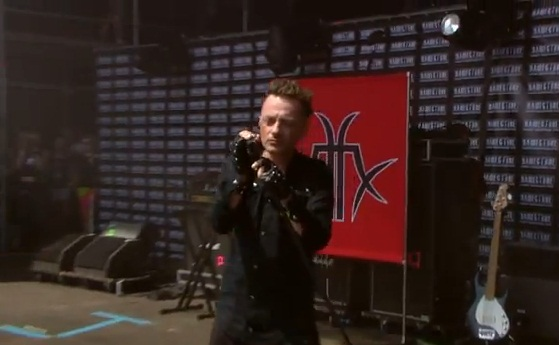
Глеб Самойлов на «Нашествии-2011»

- Время проведения: 8—10 июля 2011 года.
- Место проведения: Тверская область, Конаковский район, Большое Завидово[14].
- Количество зрителей: 173 тысячи человек + 280 тысяч просмотров интернет-трансляции.

10-й по счёту и крупнейший в России рок-фестиваль под открытым небом «Нашествие» прошёл в Большом Завидово Конаковского района Тверской области в установленный ранее срок — с 8 по 10 июля. Но в меню питания гостей фестиваля были внесены серьёзные изменения, согласованные с руководством области Были запрещены к проносу мясные и скоропортящиеся продукты, любая жидкость. До последнего момента на фестивале была заявлена группа Звери, но выступление пришлось отменить из-за болезни солиста.
- Главная сцена:

8 июля: Пилот, Ляпис Трубецкой, ЧайФ, Би-2.
9 июля: Алиса, Смысловые Галлюцинации, Мураками, F.P.G., Ночные Снайперы, Louna, Крематорий, КняZz, Жуки, Вася Обломов, Ключи, Муха, Пикник, Гарик Сукачев и Неприкасаемые, Сплин, Кипелов, ДДТ.
10 июля: Кукрыниксы, Игорь Растеряев, Сурганова и оркестр, Глеб Самойлоff & The Matrixx, Plastika, Тараканы!, Найк Борзов, Кирпичи, Серьга, Ундервуд, Ария, Калинов Мост, Браво, Воплі Відоплясова, Король и Шут, Океан Ельзи.
- Участники альтернативной сцены:

10 небо, Обе-Рек, Омела, Ойкумена, B.B.Queen, E-Sex-T, Лежа, Истинный облик, Цветаева, Рыба-Луна, Встреча рыбы, Смех, Сейф, Angel da rock, Intoксикация, Что еще, Линия Жизни, Look Inside, Z.I.M.A., Clever, Salvador, Lori!Lori!, Анана-Гунда, Бригадный подряд, Площадь Восстания, Планеты, Bzik!, Моя Мишель, Станционный Смотритель, Эпидемия, Zveroбой, Revenko Band, Дайте2, Лампасы, Гевал, The Meantraitors, Светотень, Sfumato, Трепанга, Северо-Восток, 7000$, Разные Люди, Нечто, Jane Air, Фея Драже, Фруктовый кефир, Stigmata, Театр теней, После 11, Слот, Александрия, Amatory, Калевала, Deform, Корсика, Mordor, Декабрь, Animal Jazz,
- Участники позитивной сцены:

7Б, Тайм-Аут, Река, Полюса, Мамульки бенд, Nефть, Naka, Amor entrave, ГильZа, ЯйцЫ Фаберже, Mr.Бэниш, КарТуш, Воздушный патруль, Скворцы Степанова, Pola X, Бумбокс, Фанатика, Точка росы, Blast, Александр Демидов, Конец фильма, Вельвеt, Бобры, MaleFactors, Rotoff, Абвиотура, Ангел Небес, Сабвей Сейшн, Blondrock, Женя Любич, Торба-на-Круче, Полынья, Znaki, Корней, Тролль Гнёт Ель, Puck and Piper, P.P.Ska, Анна Пингина, Noize MC, МПТРИ, Мегаполис, Пляж, Несчастный Случай, Distemper
- Участники театральной сцены:

Вера Полозкова, Иван Охлобыстин, Михаил Ефремов, Jukebox trio, Artem Kosarev, Camille Brown

### Нашествие 2012
- Время проведения: 6—8 июля 2012 года.
- Место проведения: Тверская область, Конаковский район, Большое Завидово
- Количество зрителей: по данным организаторов, более 125 тысяч.
- Сцена «Формат»:

6 июля: Brainstorm, Браво, Смысловые Галлюцинации, Пилот, ДДТ.
7 июля: Алиса, Сурганова и оркестр, КняZz, Мураками, Кукрыниксы, Louna, Аквариум, Чиж и Ко, Пикник, Кипелов, Земфира.
8 июля: Калинов Мост, Разные Люди, Игорь Растеряев, Zdob Si Zdub, Ундервуд, СерьГа, Парк Горького, Гарик Сукачёв и Неприкасаемые, Король и Шут, Сплин, Ляпис Трубецкой, ЧайФ.
- Сцена «Неформат»:

6 июля: Интра, 10 Небо, Деникин Спирт, Гнилая Хирургия, Лампасы, MaleFactors, НЭП, Родион Газманов и группа ДНК, После 11, Цветаева, Саша Алмазова и Non Cadenza, MONOЛИЗА, Обе две, Total, Иван Купала.
7 июля: Река, Тайм-Аут, Rotoff, Валентин Стрыкало, Jack Action, ПИЛАР, Муха, Вася Обломов, Ангел НеБес, Бобры, Бригадный подряд, Декабрь, Слот, Amatory, Deform, Mordor, Несчастный случай, Виктор.
8 июля: Тролль гнёт ель, Ключи, Пластика, Zorge, Торба-на-Круче, Gillza, Alai Oli, С.К.А.Й., Jane Air, F.P.G., Александр Пушной и Джанкой Brothers, Via Chappa, Каста, Ольга Кормухина, Моды, МПТРИ, Znaki, 7Б.
- Сцена «ЧеStars»:

6 июля: Motor-Roller, Оркестр КУШ, Alkonost, ШУМ, Сахара, SPINGLETT, Грязные танцы, Хайдеггержив, Сейф, Implant-inside, OSMO, White Sound, Ракеты из России.
7 июля: Дышитеру, Теория, Истинный облик, Кошки Jam, Neodin, Театр иллюзий, Radiolife, SadMe, Terra inc, Калевала, Новости, Игрушки.
8 июля: Arctic Riddim, Groove radio, Планеты, Команда БАГ, Lori!Lori!, Амели, Rock-Machine, HeadSource, Дядя Ваня, deTach, Acou$ticA, ALTЭRA, НАС НЕТ.
В 2012 году город Тула получил право представить свою группу на фестивале. «Наше Радио—Тула» объявило отбор, финал которого прошёл в «Чили баре», где жюри из Москвы выбрало победителя. Им стала группа «Деникин спирт».
Организаторы серьёзно продвинулись в решении проблем туалетов и мусора на фестивале. Кабинки туалетов очищались регулярно, и их было вполне достаточно. С мусором боролись, предоставив пакеты и призы за сбор мусора. По-прежнему тяжело обстоит вопрос с ценами на продукты и кипяток.

### Нашествие 2013
- Время проведения: 5—7 июля 2013 года.
- Место проведения: Тверская область, Конаковский район, Большое Завидово
- Количество зрителей: более 150 тысяч человек.
- Главная сцена:

5 июля: Воплi Відоплясова, Настя Полева, Brainstorm, Би-2, Браво.
6 июля: Алиса, Кукрыниксы, АнимациЯ, Ария, F.P.G., Animal ДжаZ, Мураками, Louna, Пилот, Чиж & Co, Пикник, Ночные Снайперы, Секрет.
7 июля: Чайф, После 11, Мельница, Ундервуд, Сурганова и оркестр, КняZz, Евгений Маргулис, Юта, СерьГа, Ляпис Трубецкой, Смысловые Галлюцинации, Король и Шут, Кипелов, Океан Ельзи.
- Сцена «Наше 2.0»:

5 июля: Тверской блок, Туманния, Чучело Земли, Деникин Спирт, Стимфония, Белки на акации, Неодрама, Люмьер, Каспий, С облаков, Практика, Dvaiodin, Шкловский, FTB, Рекорд Оркестр, Томас, Cosmic Latte, Сансара, RadioLIFE, Конец фильма, Noize MC.
6 июля: Тайм-Аут, Мамульки бенд, Вася Обломов, НЭП, Биплан, Plastika, Jack Action, Ангел НеБес, Лампасы, Гильzа, Старый Приятель, Новости, nobody.one, Точка росы, Jane Air, Слот, Zero People, Mordor, Deform, Бригадный подряд, Тараканы!, Дельфин.
7 июля: Zверобой, Rotoff, In White, Casual, АлоэВера, Patrick Cash, Шашкi, Моды, Торба-на-Круче, Разные Люди, Тролль гнёт ель, Ольга Арефьева и Ковчег, Ксения ФедуLOVа & «JAM DUET», MONOЛИЗА, Каста, Бобры, Виктор, Alai Oli, Омела, Оргия Праведников, Черный Кофе, 7Б, Пляж, Distemper, Король и Шут.
В 2013 году Тула снова получила право послать свою группу на Нашествие. Финал отбора состоялся в «Чили баре», где жюри — ведущие «Нашего Радио—Москва» и группа «Деникин Спирт» выбирали лучшую группу. Ею стала группа «Чучело Земли».
На главной сцене также выступал Оркестр Московского военно-музыкального училища. Шоу было и в небе: 6 июля в воздух на самолётах поднялись Соколы России, 7 июля на вертолётах — пилотажная группа «Беркуты».
Также это последнее выступление группы «Король и Шут» при жизни их солиста, лидера и основателя Михаила Горшенёва (Горшка).

### Нашествие 2014

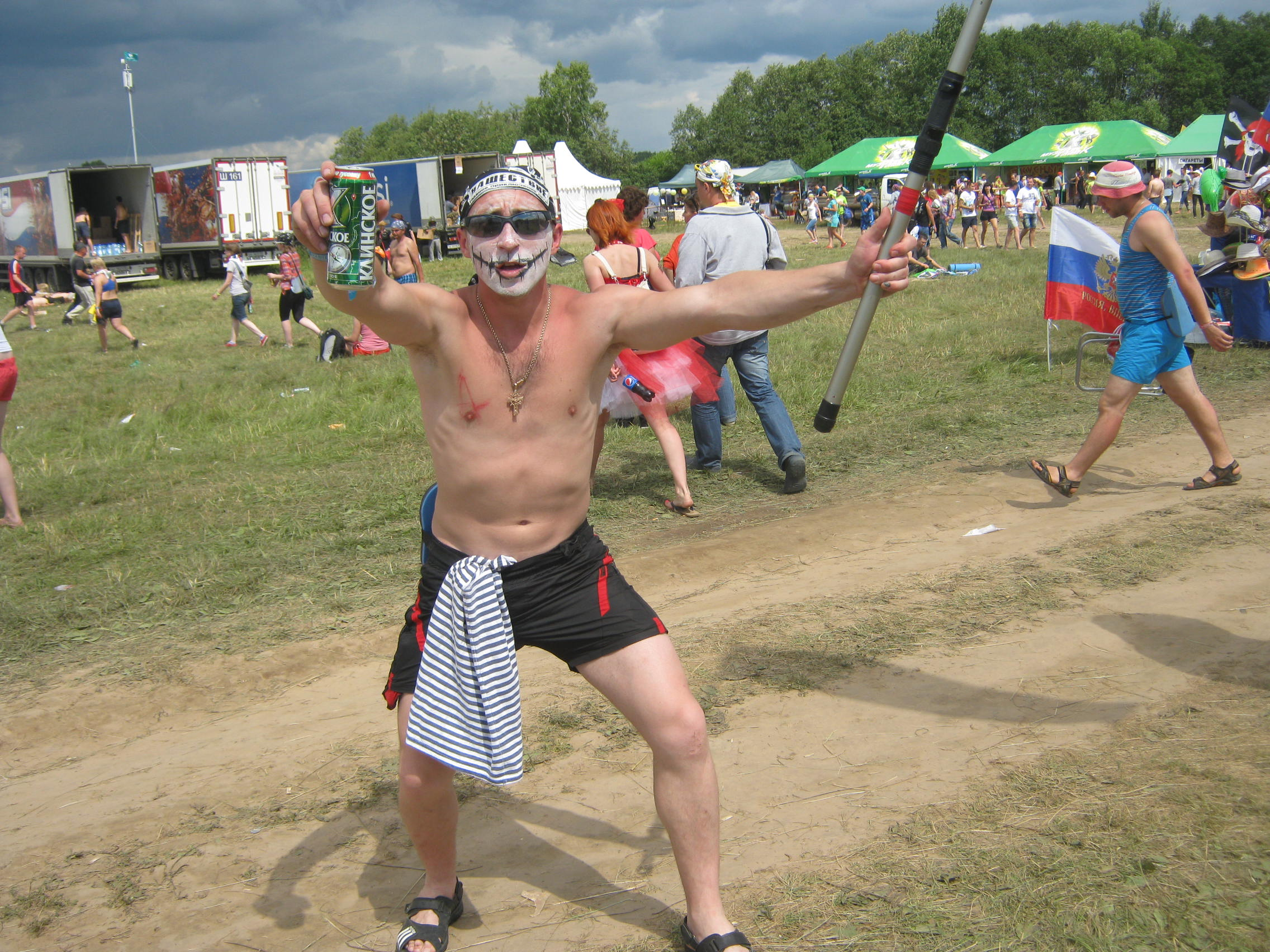
Посетители «Нашествия-2014»

- Время проведения: 4—6 июля 2014 года.[20]
- Место проведения: Тверская область, Конаковский район, Большое Завидово.
- Количество зрителей: более 165 тысяч человек.
- Главная сцена:

4 июля: Оркестр Московского военно-музыкального училища, Смысловые Галлюцинации, Кукрыниксы, Пикник, ДДТ, Би-2.
5 июля: Пилот, Сурганова и оркестр, НАИВ, ГильZа, Аквариум, КняZz, СерьГа, Louna, Кипелов, Lumen, Ляпис Трубецкой, Ночные Снайперы.
6 июля: Алиса, Джанго, Калинов Мост, Мураками, А. Ф. Скляр, Пелагея, Ундервуд, Мельница, АнимациЯ, Ольга Кормухина, Тараканы!, Ленинград, Високосный год, Машина Времени.
- Сцена «Наше 2.0»:

4 июля: Проект МанхеТТен, ShamanRA, Интра, Monkey Business, Ноль Три, AVRORA, Жамки, Афродезия, Monroe, Дай дарогу!, Rotoff, Курара, Liviя, Павел Пиковский и Хьюго, Варя Демидова, Плюм-Бум, Гоша Куценко и «ГК», Лампасы, Настя Полева, Мегаполис.
5 июля: Тайм-Аут, Ром, Бобры, Муха, Casual, Вася Обломов, Кафе, Cosmic Latte, Сансара, Моды, Ключи, Plastika, MONOЛИЗА, Практика, Виктор, Ангел неБЕС, Lori!Lori!, Игрушки, Deform, Mordor, Демидоband, 7Б, Несчастный Случай, Бригадный Подряд.
6 июля: Мамульки Бэнд, МПТРИ (не приехали), БТ, АлоэВера, LaScala, Jack Action, Каспий, Сухие, Разные Люди, Тролль Гнёт Ель, Odnono, Рекорд Оркестр, БуттерБродский, Александр Пушной и Джанкой Бразерс, Ромарио, Свинцовый туман, Федулова, FTB, Скворцы Степанова, ДМЦ, Чехонте, КОПЕНGAGЕН, Distemper.

### Нашествие 2015
- Время проведения: 3—5 июля 2015 года.[21]
- Место проведения: Тверская область, Конаковский район, Большое Завидово.
- Количество зрителей: около 200 тысяч человек.[1]

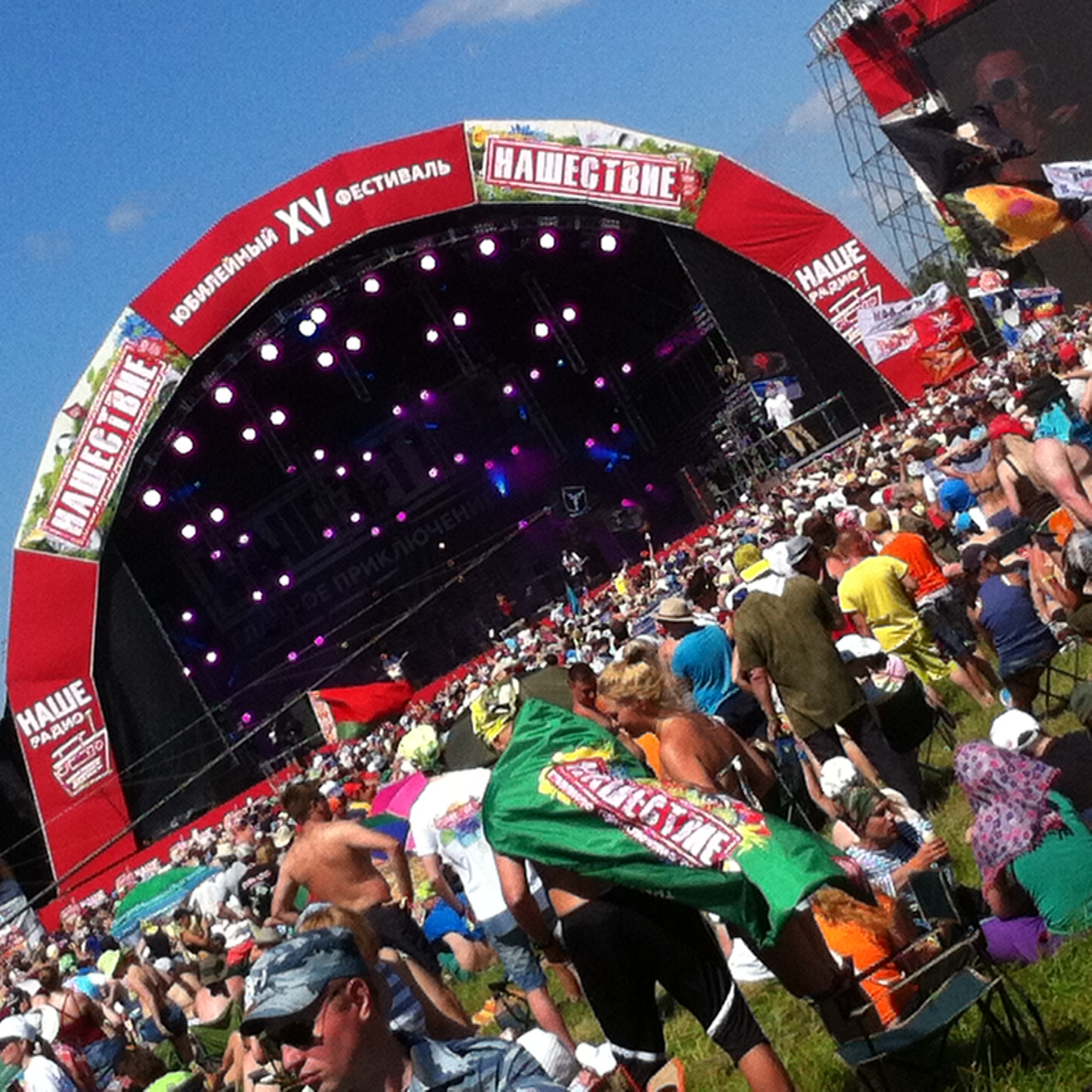
Нашествие-2015

- Главная сцена:

3 июля: Ночные Снайперы, Найк Борзов, Ленинград, Louna, Пилот, ЧайФ.
4 июля: Алиса, Сурганова и оркестр, Casual, Смысловые Галлюцинации, F.P.G., ГильZа, Кукрыниксы, СерьГа, Несчастный случай, Мельница, Пикник, НАИВ, The Matrixx, Brainstorm, Би-2.
5 июля: КняZz, Jack Action, Анимация, Мураками, Сухие, Ольга Кормухина, Линда, Мгзавреби, Ундервуд, Тараканы!, Кипелов, Танцы Минус, Lumen, Сплин.
- Сцена «Наше 2.0»:

3 июля: Продолжение следует, Check Out, Насморк, Истерика, Rusted, ДНК+, Let’s GO, Second Wind, Princesse Angine, Plastика, Соблаков, Колдстрим, Акулы на прогулке, Восток-Zapad, Родион Газманов, Практика, Виктор, Дельфин.
4 июля: Тайм-Аут, Ром, Площадь Восстания, Мэнчестер, Radio Я, Nomera, Good Times, Disco-RD, Ангел НеБес, Павел Пиковский и Хьюго, КОПЕНGAGЕН, Ска’n’ворд, Операция Пластилин, Ойра!, Бобры, LaScala, IFK, $7000, Animal Jazz, Deform, Эпидемия, Mordor, Бригадный подряд.
5 июля: Мамульки Bend, Joio, Сандали, RadioLife, Monkey Business, Моnолиза, Василий Уриевский, Кирпичи, Inova, БуттерБродский, Скворцы Степанова, Неодрама, Тролль Гнет Ель, 25/17, Ольга Арефьева, Брукс, БеzТроганоFF, Александр Пушной, Гоша Куценко, Znaki, 7Б.

### Нашествие 2015 в Казахстане
- Время проведения: 29 августа 2015 года[22].
- Место проведения: Алма-Ата. Парк отдыха «TORTUGA».
- Участники: ДДТ, Кипелов, Lumen, Пилот, Дельфин, Слот, Aldaspan, BluesMotel, Кукумбер, Fugawz, LampЫ ORCHESTRA, Спутник.

### Нашествие 2016
- Время проведения: 8—10 июля 2016 года.
- Место проведения: Тверская область, Конаковский район, Большое Завидово.
- Количество зрителей: 205 тысяч человек[23].
- Главная сцена:

8 июля: Сплин, Смысловые галлюцинации, Кукрыниксы, Ночные снайперы, Ленинград.
9 июля: Пилот, КняZz, ГильZа, Крематорий, Ольга Кормухина, Чиж & Co, 25/17, Louna, Браво, ДДТ, Чайф.
10 июля: Мельница, АнимациЯ, Ногу свело!, Ундервуд, Мураками, Мгзавреби, СерьГа, Максим Леонидов и «Hippoband», The Matrixx, Ю-Питер, Кипелов, Би-2.
Дата выхода в эфир: с 13 по 17 июля 2016 года (РЕН-ТВ). Также c 8 по 10 июля 2016 года прямая трансляция выступлений на главной сцене проводилась на телеканале Наше TV.

### Нашествие 2017
- Время проведения: 6—9 июля 2017 года.
- Место проведения: Тверская область, Конаковский район, Большое Завидово.
- Количество зрителей: 200 тысяч человек[24]
- Главная сцена:

6 июля: Trubetskoy.
7 июля: Вячеслав Бутусов, Кукрыниксы, Сплин, Кипелов, Пилот.
8 июля: Алиса, Мельница, 7Б, КняZz, Сурганова и оркестр, СерьГа, Louna, The Hatters, Сергей Бобунец, Чиж & Co, 25/17, Браво.
9 июля: Ундервуд, НАИВ, ГильZа, Уматурман, Анимация, Слот, Калинов Мост, Глеб Самойлов & The Matrixx, Танцы Минус, Пикник, Lumen, ДДТ.
- Наше 2.0:

6 июля: Вадим Степанцов и Мастодонт, Бурлеск-Оркестр.
7 июля: Портер, Check Out, Насморк, Urban Strip, 100Rage, Лучший Самый День, Стимфония, Krava, Tattooin, Суп Харчо, Сансара, Круиз, Braska, 8 по Гринвичу, Группа Oleg, Ivashov, Not Single Break, Несчастный Случай, Найк Борзов, Дельфин.
8 июля: Rotoff, Твердый Знакъ, Площадь Восстания, Pravada, КОПЕНGАGЕН, Виктор Виталий, Евгений Цыганов и POKAPRET, Demidoband, Casual, Ангел Небес, Сказочное свинство, Операция Пластилин, Дайте два, План Ломоносова, Stigmata, Бригадный подряд, F.P.G., Amatory, Animal ДжаZ, НОМ, Жулики
9 июля: Кукумбер, Другой ветер, Radio Я, Гений, Lori!Lori!, Good times, Обе-Рек, ДМЦ, Ром, Jack Action, Северный флот, Total, Инкогнито, Моды, Аффинаж, Пушной и The Band, Биртман, Tequilajazzz, Конец фильма, Стас Старовойтов и Аричикаари, Устюгов и EKIBASTUZ, Гоша Куценко, Нейромонах Феофан, Виктор, Mordor.
Дата выхода в эфир: 16 июля 2017 года (РЕН-ТВ). Также c 7 по 9 июля 2017 года прямая трансляция была на телеканале Наше TV, а также на сайте MeGoGo.

### Нашествие 2018
- Время проведения: 2—5 августа 2018 года.
- Место проведения: Тверская область, Конаковский район, Большое Завидово.
- Количество зрителей: более 200 тысяч[25]
- Главная сцена:

2 августа: Кирпичи.
3 августа: Noize MC, Ночные снайперы, Сплин, Louna, Кукрыниксы.
4 августа: Анимация, 7Б, Джанго, Калинов мост, Мельница, Северный флот, Слот, Animal ДжаZ, Мгзавреби, НАИВ, Пикник, Секрет, 25/17, Алиса, Глобалис.
5 августа: КняZz, Ундервуд, Zdob și Zdub, Уматурман, СерьГа, Аффинаж, Александр Ф. Скляр и Ва-Банкъ, Конец Фильма, Ногу свело!, Ольга Кормухина и Алексей Белов, Вадим Самойлов, The Hatters, Ария, Ленинград, Симфонический оркестр «Глобалис».
- Малая сцена[26]:

2 августа: Ангел НеБес.
3 августа: Компас Маури, Реdкие виdы, Интра, Даарика, Пепельный свет, Вольный путь, Обними кита, Одна/Вторая, Байкалова, Гудтаймс, Рок-аккордеоны, Alessiee, Piranha, Женя Ефимова, 3/2, Сансара, LaScala, Тролль гнёт ель, Stigmata, F.P.G., Гречка, Найк Борзов, The Matrixx, Чёрный вторник.
4 августа: Biorate, Зверобой, Sellout, Плаксы, ОLЕГ, ДМЦ, Kirov, Инкогнито, Jack Action, Ключи, Голос Омерики, Операция «Пластилин», Громыка, 7раса, Casual, 7000$, Бригадный подряд, План Ломоносова, Эпидемия, Нервы, Мегаполис, Mordor.
5 августа: Aspen, Dругой ветер, Clockwork Times, The Meantraitors, Скворцы Степанова, Модем, Команда Баг, Таймсквер, Нуки, Старый приятель, Гоша Куценко, RADIO TAPOK, Jane Air, Биртман, Отава Ё, Tequilajazz, Нейромонах Феофан, Anacondaz.
Фестиваль 2018 года бойкотировался некоторыми заявленными участниками в связи с сотрудничеством организаторов с Министерством обороны РФ. От участия в «Нашествии» отказались Порнофильмы, Монеточка, Элизиум, Distemper, Пошлая Молли и группа Йорш.

В отличие от предыдущего фестиваля, проблем с осадками во время «Нашествия-2018» не было — все четыре дня фестиваля (включая четверг) стояла преимущественно жаркая погода, иногда температура воздуха переваливала за +30 градусов по Цельсию. Единственный дождь за весь уикенд прошёл утром в воскресенье, ещё до начала работы главной сцены, однако после него вышло солнце и к вечеру почти все лужи уже высохли. Прошедший кратковременный, но сильный ливень, также не помешал проведению утреннего авиашоу — «Русские витязи» показали фигуры высшего пилотажа в не до конца прояснившемся небе, порой скрываясь за облаками. Полеты удачно совпали с выступлением на малой сцене группы «Ключи», которая исполняла песню «Не надо», содержащую строчку «А летать легко, если высоко». В ответ на вопрос о сотрудничестве фестиваля с минобороны, лидер «Ключей» Тимур Валеев заявил, что «танки — это хорошо, если они за тебя, а если за противника, то плохо», отметив, что «если бы танков, самолётов и ракет не было, то война стала бы намного более реальна». При этом Валеев раскритиковал музыкальную журналистику, обратив внимание на то, что корреспондентов интересуют лишь ответы на провокационные вопросы, а не творчество группы.
Так же это станет последним разом, когда группа «Кукрыниксы» будет выступать на НАШЕствии.

### Нашествие 2019

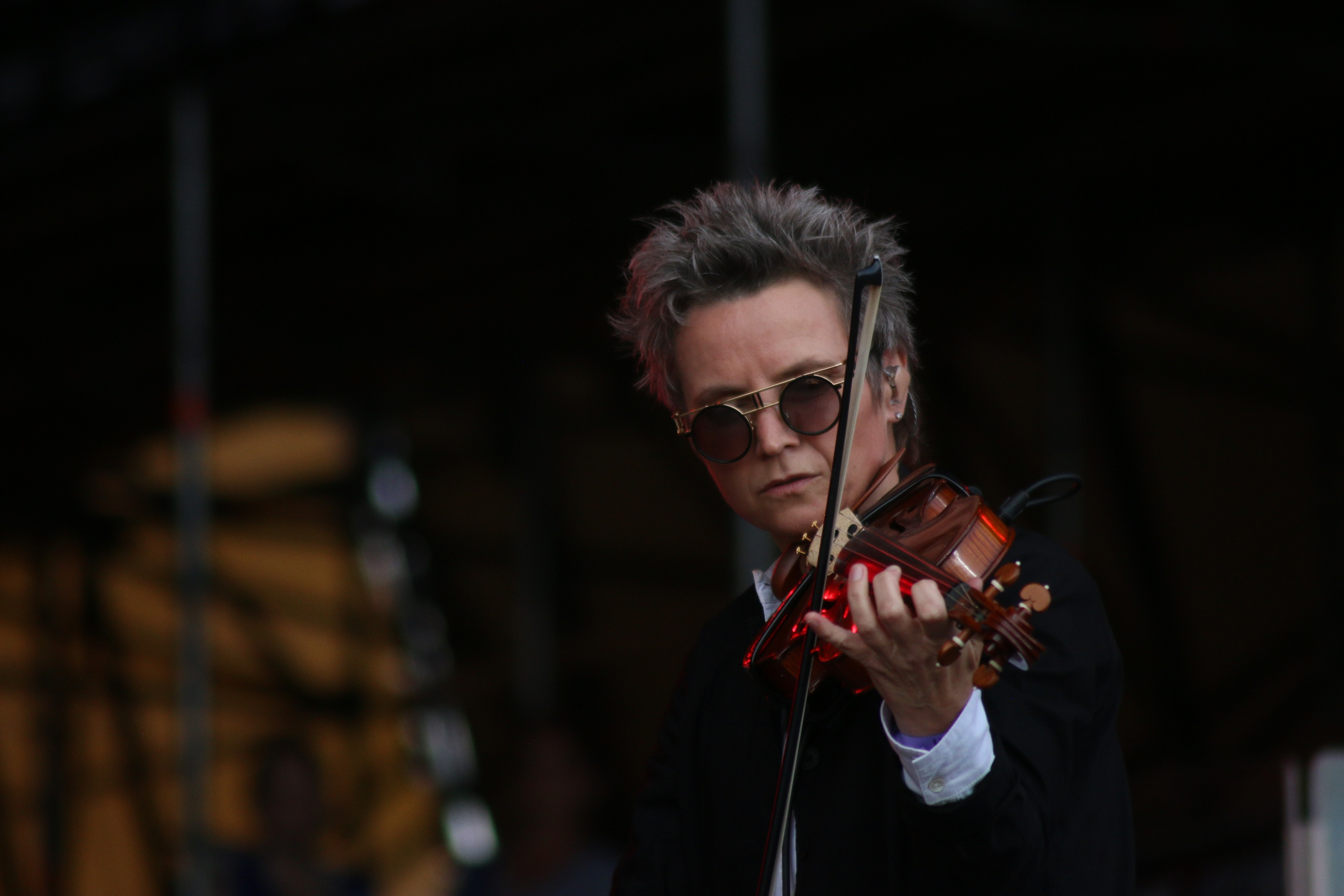
Светлана Сурганова на Нашествии 2019

- Время проведения: 18—21 июля 2019 года.
- Место проведения: Тверская область, Конаковский район, Большое Завидово.[30]
- Главная сцена

18 июля: Ленинград, Глеб Самойлов и The Matrixx с симфоническим оркестром "Глобалис".
19 июля: Ночные снайперы, The Hatters, Louna, Би-2, Мумий Тролль.
20 июля: Аффинаж, 7Б, Александр Ф. Скляр и Ва-Банкъ, Сергей Бобунец, Ундервуд, Серьга, Вадим Самойлов, Аквариум, Сурганова и оркестр, Пикник, ДДТ, Lumen, Гарик Сукачёв.
21 июля: Алиса, 25/17, Калинов мост, Несчастный случай, Альянс, Ольга Кормухина и Алексей Белов, Горшенев, Animal Jazz, Чиж & Co, НАИВ, Вячеслав Бутусов, Пилот, Браво, Сплин.
- Ультра

18 июля: Северный флот
19 июля: Бенгальские подонки, Ритуальные услуги, Несогласие, Sellout, Гребля, Dергать!, 4 апреля, Порт (812), Clockwork Times, Голос Омерики, TequilaJazzz, LaScala, Нервы, Операция Пластилин, Бригадный подряд, Найк Борзов, Дельфин
20 июля: The Starkillers, Ермак!, LKVR, Jack Action, I.F.K, Junkyard Storytellaz, 7000$, Grizzly Knows No Remorse, 7 раса, Оригами, 5diez, Слот, Казускома, Stigmata, Amatory, Anacondaz, Нейромонах Феофан
21 июля: Моды, Фантастика, MЭD DOГ, Pravada, Мураками, Громыка, Заточка, Кис-Кис, Casual, Гудтаймс, Кирпичи, Jane Air, План Ломоносова, Пневмослон, F.P.G.
- НАШЕ 2.0

19 июля: Монгол Шуудан, Тролль гнёт ель, Аркона, Ангел Небес, Васильков и коты, Бэйт, Плаксы, Джанго, Зверобой, Екатерина Гарькуша
20 июля: Mordor, Чёрный вторник, Тайм-Аут, Александр Устюгов и группа Ekibastuz, Эйт, Шапито, Мамульки Бенд, The Dyagel, Сруб, Колдстрим, Команда Б. А. Г., Вельвеt, Обе-рек, Дайте два, Копенgageн, Старый приятель, МодеМ
21 июля: Эпидемия, Catharsis, Гран-Куражъ, Круиз, Гоша Куценко и группа ГК, Мезозой, Кукольный театр, Алан Макиев, Линкор, Даша Берначук, Лейла, Рви меха, The Starkillers, Костя Игнатов, Никита Рогозин, ДМЦ, CarbonRock, Черный обелиск, Princesse Angine, Malaя, Мезозой
После скандалов, связанных с присутствием на поле фестиваля павильонов Министерства Обороны РФ, «Нашествие-2019» прошло без его участия. В 2019 году партнёрами «Нашествия» стал Роскосмос. На поле появился тематический павильон, а зрители смогли в прямом эфире увидеть запуск космической ракеты с Земли и пообщаться с космонавтами МКС.
На территории фестиваля работал Лекторий, впервые открывшийся в 2018 году, в рамках которого состоялись кинопоказы новинок отечественного кинематографа: «Т-34», «Громкая связь», «Без меня», «Последний богатырь», также Гарик Сукачёв представил свой фильм «То, что во мне».
Впервые на поле «Нашествия» появится «БиблиоШатер».

### Нашествие 2019. 20 шагов в историю
- Время проведения: 14—15 декабря 2019 года.
- Место проведения: Москва, ДК им. Горбунова.
- Участники:

14 декабря: Леприконсы, TOTAL, S.P.O.R.T., Маша и Медведи, Сергей Бобунец, Линда.
15 декабря: МультFильмы, Pep-See, Trubetskoy, Запрещённые Барабанщики, Zdob și Zdub, Тараканы!.

### Отмена фестиваля после 2019 года
После 2019 года фестиваль не проводился, хотя о его полном закрытии объявлено не было. Каждый год организаторы пытались найти место для проведения фестиваля, и каждый раз встречали препятствия со стороны властей под различными предлогами.
Проведение фестиваля в 2020 году отменено из-за пандемии COVID-19. Деньги за билеты на «Нашествие-2020» не возвращались, вместо этого предполагалось, что билеты будут действовать на следующее «Нашествие».
- Планировавшееся время проведения: 23—26 июля 2020 г.
- Планировавшееся место проведения: Тверская область, Конаковский район, Большое Завидово.

Проведение фестиваля в 2021 году отменено из-за пандемии COVID-19. После критики и продолжения отмены фестивалей организаторы дали покупателям возможность вернуть деньги за билеты.
- Планировавшееся время проведения: 30 июля—1 августа 2021 г.
- Планировавшееся место проведения: Московская область, Серпухов.

Проведение фестиваля в 2022 году также было отменено, без объяснения причин.
- Планировавшееся время проведения: 29—31 июля 2022 г.
- Планировавшееся место проведения: Московская область, Серпухов.

Фестиваль 2023 года был отменён под влиянием властей и правоохранительных органов; по словам губернатора Калужской области, «сейчас для „Нашествия“ — не то время». По сведениям издания Open-Air, некие местные жители возмущались кощунственностью проведения развлекательного фестиваля во время СВО. 
- Планировавшееся время проведения: 4—6 августа 2023 г.
- Планировавшееся место проведения: Калужская область, Митяево.

Запланированный на 2024 год фестиваль отменили уже в феврале 2024-го, объяснив это невозможностью обеспечить безопасность артистов и посетителей .
- Планировавшееся время проведения: 26—28 июля 2024 г.
- Планировавшееся место проведения: Калужская область, Аристово.

Формально организаторы объявили о переносе фестиваля на 2025 год. Фактически же, в отличие от предыдущих отмен, даже даты проведения не анонсировались, и по данным агрегаторов, фестиваль в 2025 году также не состоится.

## Критика

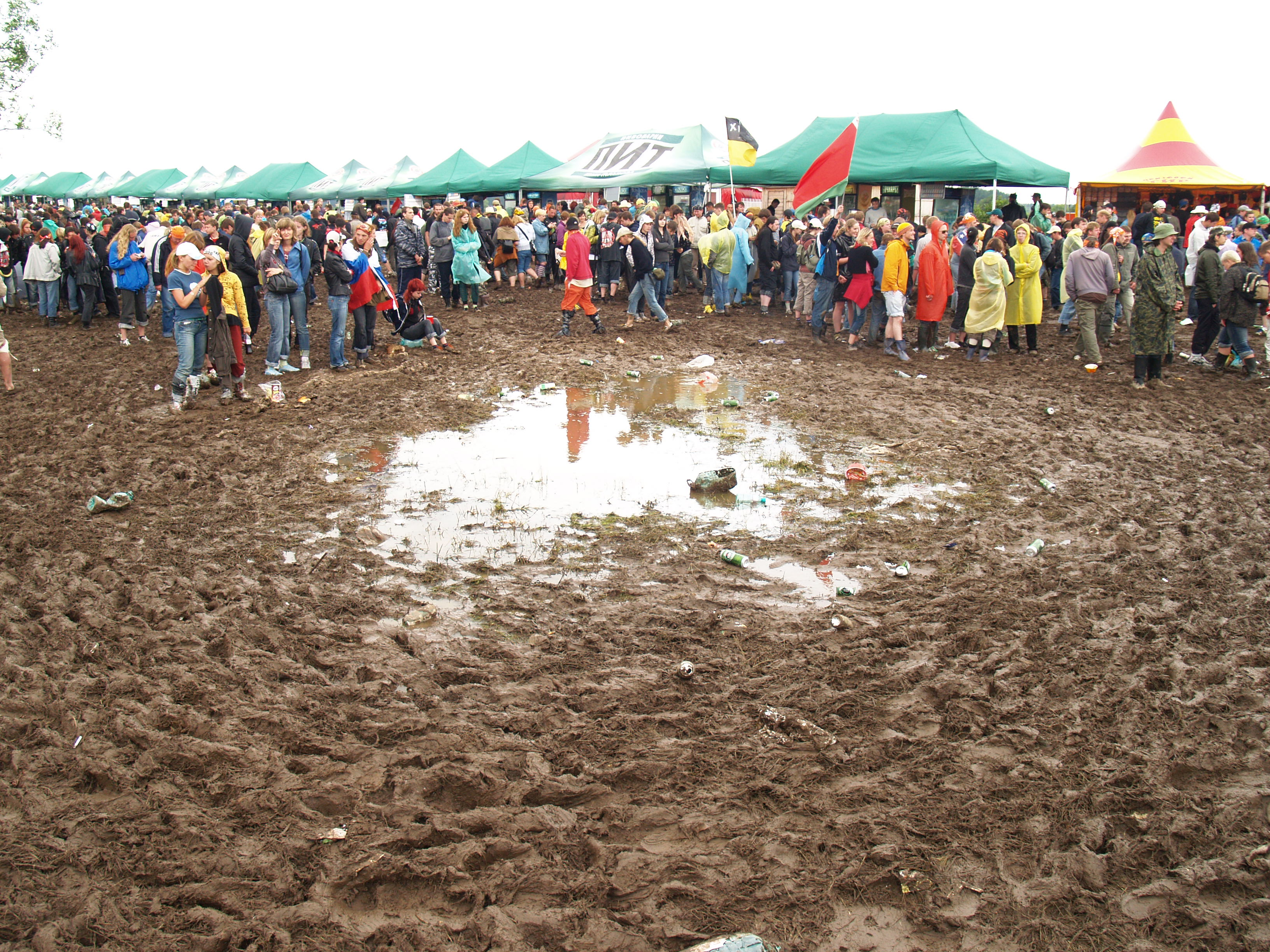
Грязь на поле, вызвавшая претензии зрителей на Нашествии-2008

Каждый раз мероприятия были омрачены различными недоработками со стороны организаторов. В частности, за всю историю «Нашествия» организаторы так и не решили проблемы достойного, безопасного и недорогого питания, содержания в чистоте туалетов, организации беспрепятственного и безопасного прохода на территорию фестиваля для зрителей, удобных подъездов для автотранспорта
Год за годом организаторы фестиваля не скупились на рекламные обещания — каждый раз фестиваль должен был «предоставить зрителю новый, европейский уровень комфорта», хотя качественных изменений так и не произошло, чему свидетельства — отзывы в форумах многочисленных зрителей фестиваля.

### Еда и питьё
В Раменском главнейшей проблемой зрителей стала нехватка жидкости для питья. Все жидкости охранявшая мероприятие милиция изъяла на входе, а приобрести на территории можно было только пиво или колу. На территорию ипподрома был организован подвоз воды, но одного крана на десятки тысяч человек было недостаточно. Многие были вынуждены покидать ипподром от жажды.
Фестиваль на Рязанской земле вновь обнажил старые недостатки. Водопровод, хоть и был организован, но сломался в первый же день, привозной воды на всех не хватало. Почти все продукты отбирали на входе, а запасенная на территории еда была рассчитана максимум на 5000 зрителей. Это привело к скачкам цен в торговых точках, голодные люди проводили в очередях по 3-4 часа только для того, чтобы купить стакан кипятка за 20 рублей.

### Доступ на фестиваль
Транспорт от вокзала высаживал людей за несколько километров от площадки и приехавшие из отдаленных районов страны гости с огромными рюкзаками шли пешком. Автобусы, которые развозили людей от вокзала к полю, в 2006 году стоили 30 рублей с человека. С автотранспортом в 2006 году получилось особенно «некрасиво». Очередь на въезд растянулась на несколько километров из-за плохой скоординированности органов правопорядка. Досмотр автомобилей производился по нескольку раз, несмотря на то, что автопарковка находилась далеко от расположения зрителей и автомобили не могли представлять для них серьёзной опасности; более того, прибывшие на фестиваль своим ходом зрители проходили все те же процедуры досмотра, что и остальные. Чтобы попасть на парковку у людей уходило по нескольку часов. Это при том, что поле располагалось рядом с широкой автотрассой, съезд с трассы на поле был асфальтирован.
Как правило, вход на территорию фестиваля в «часы пик» очень затруднителен — количество постов милиции, оборудованных металлоискателями, ограничено и проход на территорию может продолжаться несколько часов, зачастую — под палящим солнцем.

### Грязь
Первое «Нашествие» на новой территории («Эммаус», в посёлке Эммаус Тверской области) принесло посетителям нововведение — неожиданные осадки. Сильнейший ливень превратил территорию палаточного городка (глинистую почву перед фестивалем выравнивали бульдозером) в огромное болото, а подъездные дороги к фестивалю оказались непроходимыми. Туалеты, к которым не могли подъехать ассенизационные машины, были заполнены фекалиями до предела. Многим этот фестиваль запомнился как самый грязный.
Нашествие-2005 многим запомнилось как самое комфортное — осадков не было, с водой перебоев не наблюдалось, да и зрителей было немного поменьше, чем ранее (в 2004 году фестиваль посетило до 60 тысяч зрителей; в 2005 — 55 тысяч. Снижение количества зрителей можно объяснить серьёзными проблемами (в первую очередь с комфортом и невыполненными обещаниями) 2004 года.
В 2017 году фестиваль вновь «утонул» в грязи, что показало неспособность организаторов провести его на достойном уровне, даже на основании опыта предыдущих лет. В связи с грязевым месивом на парковке, не найдя самоустранившихся от решения этих проблем организаторов фестиваля, посетители были вынуждены пользоваться услугами сторонних людей по буксировке своих машин с парковки. По сообщениям свидетелей некоторые платили за это до 15000 рублей. Из-за погоды и плохой организации на фестиваль не попал Гарик Сукачёв. Позднее в интернете появилась петиция с требованием к организаторам фестиваля вернуть деньги за парковочные места в виду ненадлежащего качества услуги. Автором петиции стала Алиса Малова. В своей петиции она также потребовала, чтобы организаторы принесли публичные извинения гостям «Нашествия».

### Милитаризм

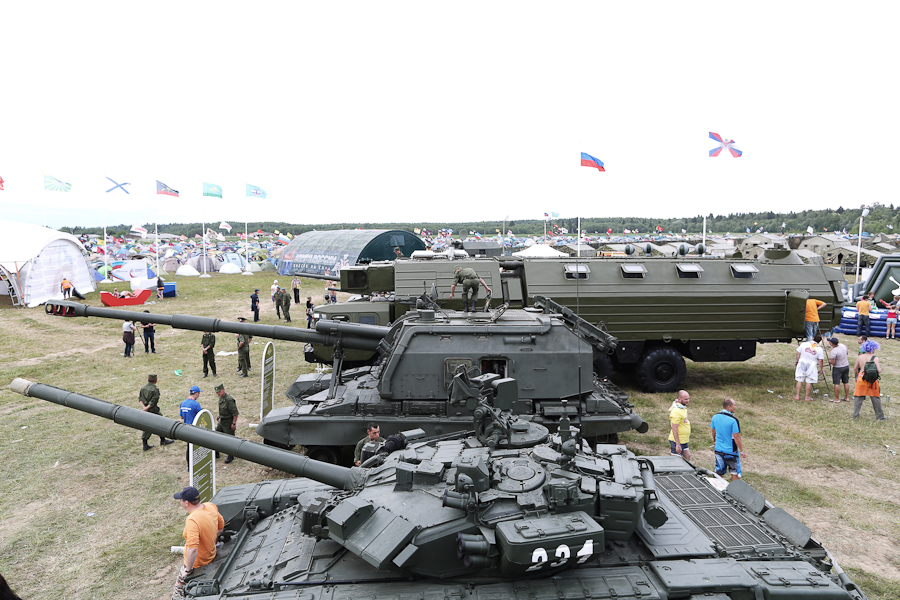
Танки и военные на фоне «Нашествия» в 2014 году

В 2015 году фестиваль проходил под лозунгом «Рок — это мир, а не война», что, однако, не помешало организаторам уже третий год подряд на поле фестиваля проводить выставку танков, а в небе устраивать шоу истребителей под сопровождение военного оркестра. На третий день фестиваля во время сета группы «КняZz» на сцену поднялись десантники, которые чуть ранее прыгнули с парашютами, чтобы получить подарки от ведущих Нашего радио. С критикой этих изменений выступили Алексей Кортнев и Александр «Чача» Иванов, а Андрей Макаревич и вовсе отказался приезжать, заявив, что «Машина времени» ещё пару месяцев назад отказалась участвовать в фестивале «Нашествие»: «По прошлогоднему опыту петь песни на фоне танков нет никакого желания». Но самым активным в этом плане оказался лидер панк-группы «Тараканы!» Дмитрий «СиД» Спирин, на протяжении всего выступления своей группы он неоднократно повторял, что военщина и рок-фестивали — вещи несовместимые.
В 2018 году от участия в «Нашествии» отказались 6 рок-групп (Элизиум, Порнофильмы, Йорш, Distemper, Пошлая Молли и Монеточка) по пацифистским соображениям из-за демонстрации военной техники и работы призывного пункта на фестивале.